# Amphithemis (Griekse mythologie)
Amphithemis (ook wel Garamas genoemd) is een personage uit de Griekse mythologie. Hij was een zoon van Apollo en Acacallis. Met een Tritoniaanse nimf had hij twee kinderen: Nasamon en Caphaurus.